# 정치하는엄마들
정치하는엄마들(Political Mamas)은 대한민국에서 엄마로서 겪는 사회적 불합리와 구조적 모순을 개선하고자 자발적으로 모인 이들이 2017년 6월 11일 창립을 선언한 비영리민간단체이다.

## 목적과 활동 방침
정치하는엄마들은 회원들의 직접적인 정치 참여를 통해 ▲모든 엄마가 차별받지 않는 성평등한 사회 ▲모든 아이들의 권리가 보장되는 복지 사회 ▲모든 생명이 폭력없이 공존하는 평화 사회 ▲미래 세대의 환경권을 옹호하는 생태 사회를 건설함을 목적으로 하고 있다.
이를 달성하기 위해 주로 스스로 설계한 보육·노동 관련 정책을 정부에 제시하는 활동을 펼쳐가겠다고 한다.
정치하는엄마들은 꼭 아이를 출산한 생물학적 엄마만의 단체가 아니라, 아빠·할머니·할아버지·이모 등 돌봄을 수행하고 있거나 향후 수행하고자 하는 모든 양육의 주체를 아우르는 사회적 모성이 정치하는엄마들의 당사자이다.

## 조직
- 총회
- 운영위원회
- 공동대표, 고문 및 자문위원, 감사
- 활동기구(정책모임, 자조모임, 지역회원모임 등) 및 사무국

## 활동

### 사립유치원 비리 대응, 유치원3법 통과 촉구 운동
① 정치하는엄마들은 2018년 3월 전국 17개 시도교육청 및 국무조정실에 감사적발한 비리유치원 명단을 정보공개 청구를 하고, 5월 행정소송을 제기하여 승소하고 공론화 함. 
② 이어서 박용진 의원이 2018년 국정감사에 비리유치원 현황을 폭로하고, 10월 23일 유치원3법(유아교육법·사립학교법·학교급식법)을 발의함.
③ 2019년 3월 한유총이 국가관리회계시스템(에듀파인) 도입 등에 반발하며 개학 연기를 선언했고, 이에 정치하는엄마들이 ‘공정거래법, 유아교육법, 아동복지법을 위반한 불법행위’를 들어 검찰에 한유총을 고발함.
④ 유치원3법의 20대 국회 통과를 위해 기자회견을 열고, 해당 국회의원에게 법안 통과 촉구 독려문자를 회원들이 지속적으로 보냄.
⑤ 2020년 1월 13일 유치원3법이 국회 본회의를 통과함.
⑥ 21대 총선에 앞서 유치원3법 통과 과정에서 막말 및 법안 심사과정에 비협조적인 국회의원 후보를 공개 발표함.

### 스쿨미투
스쿨미투는 학교에서 일어난 아동 성폭력을 아동청소년들 스스로 고발하며 공론화의 주체가 된 인권운동이다. 2018년 4월 용화여고 졸업생들이 재학 중에 겪었던 학교 성폭력을 공론화하자, 재학생들이 교실 창문에 포스트잇으로 #METOO #WITHYOU 모양으로 붙여 화답하며 한국의 고질적인 학교 성폭력 실태 고발이 들불처럼 이어졌다. 오랫동안 교사들이 저질러온 성폭행, 성추행, 성희롱, 성차별 발언들이 만연한 교육현장의 추악한 민낯은 한국 사회에 큰 충격을 주었다. 2018년 10월 국정감사에서 ‘스쿨미투’가 언급될 만큼 피해 학생들의 제보와 폭로가 이어져 사태의 심각성이 입증되었지만, 처벌은 미온적이고 가해교사들은 교단으로 부메랑처럼 복귀하는 등 교육 현장은 개선되지 않았다. 더 이상의 피해를 막기 위해 용기 냈던 학생들은 주동자 색출 위협과 소외와 조롱을 견디며 보호받지 못했다. 학교 및 교육 당국의 더디고 미흡한 조치로 공론화 당사자들은 일상으로 돌아오지 못하고 힘겹게 학업을 이어가거나 학교를 떠나기도 했다. 한국사회는 마땅히 안전해야 할 교육 현장에서 아동학대• 아동인권 침해 사안이 일어나도 문제 해결의 결정적 주체인 학교가 은폐• 축소하면 전혀 알 수 없는 끔찍한 현실을 마주하게 되었다.
이에 정치하는엄마들은 피해 당사자들이 하루빨리 일상으로 복귀하길 바라는 마음으로 무료 법률지원을 시작했다. 2018년 2월부터 스쿨미투를 공론화한 전국 79개교 중 연락 가능한 49개교 트위터 계정들에 안내를 시작으로 피해 당사자들이 학교, 교육청, 경찰 등과 겪고 있는 갈등 조정을 이어가고 있다. 더불어 대한민국의 교육현장에서 오랫동안 자행되어 왔던 아동 인권 침해의 벽을 뚫고 나온, 아동 청소년들의 절박하고 용기있는 목소리들을 바탕으로 스쿨미투 전국지도를 제작하여 온라인 상에 공개하고 있다.
피해자 회복과 가해 재발 방지를 위해 투명한 행정처리와 정보공개는 필수이다. 이에 2019년 3월 정치하는엄마들은 제주를 제외한 전국 16개 시도교육청에 스쿨미투 현황 파악을 위한 정보공개청구를 하였다. 그러나  대부분의 시도교육청으로부터 비공개 답변을 받았다. 정보공개 청구 당시 23개교로 학생들이 가장 많이 고발한 지역 관할인 서울시교육청의 불투명한 정보 비공개, 부존재로 답변하는 등 소극행정에 대하여 정치하는엄마들은 서울시교육청 상대로 2019년 5월 스승의 날을 맞아 정보공개거부 철회 행정소송 제기했다. 2020년 3월 5일 서울행정법원은 교사 실명 등 개인정보를 가리고 스쿨미투 처리결과를 공개하라는 일부승소 판결을 내렸다. 그러나 서울시교육청은 정보가 공개될 경우 배제징계를 받은 교사가 교단에 설 수 있을지 걱정된다며, 교사의 사생활 보호를 이유로 2020년 3월 20일 항소하여 올바른 교육문화 정책의 방향과 아동인권을 후퇴시킨다는 비판을 받고 있다. 
스쿨미투는2019년 3월 한국을 찾은 트위터 CEO 잭 도시가 불의에 맞서는 한국 청소년들이 공론의 장으로 트위터를 선택해준 걸 자랑스럽게 여기며 높이 평가할 정도로 2018년 한국 인권운동의 한 획을 그은 역사적인 일이다. 동시에 2019년 유엔 아동인권위원회 본회의 안건으로 채택될 만큼 국제사회가 한국에게 그 후속대책과 국가적 책임을 묻고 있는 중대한 사안이다. 학교 성폭력 해결은 현재를 살아가고 있는 아동뿐만 아니라 오랫동안 위계에 갇혀 부당한 권력에 침묵했던 시민들 스스로가 인권침해 상황을 견뎌왔던 존재였음을 인정하는 것부터 그 첫걸음이 될 것이다.
정치하는엄마들은 아이들과 함께 살아가는 사람들로서, 교육 현장에 만연해 있는 성폭력 해결을 통해 그 누구도 차별 받지 않고 존재 그대로 존중받는 세상을 만들기 위해 노력하고 있다.

### 11년동안 동결되어 있었던 어린이집 급간식비 인상 촉구 운동
① 어린이집 식단의 인스턴트, GMO식품 사용에 의구심을 가지고 2018년부터 지역별·기관별 식단표와 급간식비 단가를 전수조사함. 
② 보건복지부가 발간하는 어린이집 운영지침서 <보육사업안내>에 따라 어린이집 1일 급간식비(급식1+간식2)기준이 22년째 1,745원임을 확인함. 
③ 이어 전국 243개 지방자치단체별 급간식비 지원금을 전수조사하여 전체 3분의 1에 달하는 80여개 지자체에서 지원금이 0원임을 확인함.
④ 이어 전국 300여개 공공기관 직장어린이집 급간식비를 전수조사하여 최고 높은 서울시청직장어린이집 6,391원과 보건복지부직장어린이집 3,862원 등 전국 평균이 4,000원대임을 확인함.
⑤ 보건복지부 어린이집 운영지침서의 급간식비 단가 확인, 지방자치단체별 급간식비 지원금 확인, 지자체 직장어린이집 급간식비 단가 확인 등 매회 전수조사 확인시 조사내용 발표 및 기자회견을 하고 급간식비 기준 단가 인상(1,745원→2,671원) 촉구 청와대 청원을 함.
⑥ 전국여성지방의원네트워크와 연대 기자회견 및 보건복지부 주최 행사에 참석하여 급간식비 인상 촉구 기습시위를 함.
⑦ 2019년 12월 10일에 통과된 2020년 국회 예산안 통과 내용 중 어린이집 영아 1일 급간식비 기준액 1,745원에 155원 오른 1,900원으로 인상을 이루어냄.

### 혐오차별 미디어 아카이빙 프로젝트
① 유아들이 흔히 보는 만화 속 ‘성 역할 고정관념’에 주목하던 중 1주일에 3일 이상 TV를 보는 2~5살 유아가 70%에 달한다는 연구결과를 접함.
② 이에 정치하는엄마들은 최근 3년간 EBS에서 방영된 만화시리즈 35개 중 23개 시리즈(65%)에 남녀 성 역할에 관한 고정관념을 심어줄 수 있는 표현과 설정을 확인함.
③ 이어 혐오와 차별을 조장하는 나쁜 미디어를 퇴출하고자 시민들의 집단 지성의 힘으로 자료를 모으는 아카이빙 프로젝트 <핑크노모어> 운동을 시작함.
④ ‘핑크노모어 웹사이트(www.pinknomore.org)’를 열어 혐오·차별 콘텐츠 제보를 받고 매달 최악의 혐오·차별 콘텐츠를 발표함.
⑤ EBS, KBS, MBC 등 공영방송사에 BBC와 같은 ‘혐오·차별 금지 가이드라인’ 제정을 촉구함.

### 어린이생명안전법(해인이법, 하준이법, 한음이법, 태호·유찬이법, 민식이법) 입법 활동
① 20대 국회에 발의된 어린이생명안전법안(민식이법, 해인이법, 한음이법, 하준이법, 태호·유찬이법) 통과를 위해 법안이름의 사고 아동 부모들과 법안 통과 촉구 운동을 함.
② 20대 국회의원 296명의 각 의원실을 찾아가 법안통과 동의서를 요청하였으나 전체 국회의원 중 32%만 동의.
③ 수차례 법안 통과촉구 기자회견 및 방송출연을 하였으나 국회에 계류 상태가 이어져, 국회 법안심사소위 조차 열리지 않는 것을 규탄하며 전화문자 행동 및 행정안전위원회 회의실을 찾아가 법안통과를 촉구함.
④ 어린이생명안전법안 통과를 볼모로 당시 자유한국당이 필리버스터를 신청하여 정치하는엄마들은 국회 정문 앞에서 ‘자유한국당이 필리버스터를 철회할 때까지’ 7일간 필리버스킹(필리버스터+버스킹)을 진행함. (2019년 12월 3일 ∼ 12월 9일까지)
⑤ 지속적인 법안 통과촉구 운동으로 하준이법과 민식이법이 2019년 12월 10일 국회 본회의를 통과함. 
⑥ 해인이법과 태호유찬이법이 2020년 4월 29일 국회 본회의를 통과함. 